# Episodi di Slow Horses (quarta stagione)
La quarta stagione della serie televisiva Slow Horses, composta da 6 episodi, è stata trasmessa da Apple TV dal 4 settembre al 9 ottobre 2024.
| nº | Titolo originale         | Titolo italiano                 | Pubblicazione     |
| -- | ------------------------ | ------------------------------- | ----------------- |
| 1  | Identity Theft           | Furto d'identità                | 4 settembre 2024  |
| 2  | A Stranger Comes to Town | Uno sconosciuto arriva in città | 11 settembre 2024 |
| 3  | Penny for Your Thoughts  | Un penny per i tuoi pensieri    | 18 settembre 2024 |
| 4  | Returns                  | Ritorni                         | 25 settembre 2024 |
| 5  | Grave Danger             | Serio pericolo                  | 2 ottobre 2024    |
| 6  | Hello Goodbye            | Arrivederci                     | 9 ottobre 2024    |

## Furto d'identità
- Titolo originale: Identity Theft
- Diretto da: Adam Randall
- Scritto da: Will Smith

### Trama
Un'auto bomba condotta da un attentatore suicida esplode al centro commerciale Westacres di Londra. Dopo che l'attentatore, Robert Winters, pubblica un video in cui confessa l'attacco, una squadra speciale di polizia irrompe nel suo appartamento, ma tre di loro vengono uccisi da una trappola esplosiva. Nel frattempo River confessa a Louisa che pensa che suo nonno, David, cominci a soffrire di Alzheimer e stia diventando sempre più confuso e lei lo incoraggia a prendersene cura, come l’anziano si è preso cura del ragazzo quando era bambino. Intanto al pantano Marcus sta lottando per liberarsi dalla sua dipendenza dal gioco d'azzardo, Roddy afferma di avere una ragazza, Standish è stata sostituita dall'apparentemente competente Moira Tregorian e JK Coe, che soffre di PTSD, si è unito alla squadra. Quella notte un uomo arriva a casa di David affermando di essere River, ma l’anziano, insospettito, gli spara e lo uccide, e, temendo che fosse il nipote, fugge. Lamb viene chiamato a identificare il corpo del morto da Emma Flyte, la nuova comandante dei Cani, e lui afferma essere quello di River. Appena lasciata la casa, Jackson si precipita da Standish intuendo che David si sia rifugiato a casa sua e che River sia ancora vivo. In effetti il giovane Cartwright è sul sedile posteriore di un taxi in Francia.

## Uno sconosciuto arriva in città
- Titolo originale: A Stranger Comes to Town
- Diretto da: Adam Randall
- Scritto da: Mark Denton e Jonny Stockwood

### Trama
Dopo aver scoperto che l'uomo a cui David ha sparato era un assassino di nome Bertrand, River nasconde il nonno nell'appartamento di Standish, mette i suoi documenti nei vestiti del morto e, fingendosi il francese, si reca oltre Manica nella città di Lavande per indagare. Seguendo gli indizi, arriva a una tenuta isolata, Les Arbres, e viene assalito da un uomo misterioso con legami sia con Winters che con Bertrand, ma viene salvato da un altro uomo, che lo stordisce con il calcio del suo fucile e lo fa prigioniero. Nel frattempo Lamb rivela alla squadra che il giovane Cartwright è vivo e interroga senza successo un David mentalmente in deterioramento sul perché potrebbe avere nemici in Francia. Intanto l'analista dell'MI5 Giti scopre che Robert Winters è un "corpo freddo", una falsa identità creata dall'MI5 anni prima. La Taverner, sempre con la carica di ‘’seconda scrivania", distrugge le prove e ricatta la nuova ‘’prima scrivania’’ Claude Whelan affinché accetti la copertura.

## Un penny per i tuoi pensieri
- Titolo originale: Penny for Your Thoughts
- Diretto da: Adam Randall
- Scritto da: Morwenna Banks

### Trama
River è tenuto prigioniero dalla madre di Bertrand, che rivela che il padre si chiama Frank Harkness, ha cresciuto diversi figli da madri diverse a Les Arbres e lo incolpa per la morte del figlio. Subito dopo una folla, credendolo il giovane francese morto, arriva cercando di ucciderlo, ma riesce a scappare per tornare a Londra. Intanto Emma Flyte interroga Lamb, che, per non essere arrestato, le rivela la posizione di David. Standish però lo riesce a nascondere nella casa di un vicino, salvo scoprire che l’uomo, confuso, scappa via per andare a parlare con la ‘’prima scrivania’’. Nel frattempo Whelan recluta Giti per indagare sui corpi freddi dell'MI5 alle spalle di Taverner. Lamb successivamente apprende da Tregorian che il corriere di David, Sam Chapman, aveva trascorso del tempo a Lavande 30 anni prima, proprio mentre Harkness invia Patrice, un assassino, a uccidere Chapman, che Lamb riesce a salvare con l'aiuto di Marcus e Shirley, ma l’assassino scappa.

## Ritorni
- Titolo originale: Returns
- Diretto da: Adam Randall
- Scritto da: Mark Denton e Jonny Stockwood

### Trama
Chapman racconta a Lamb di come David lo abbia mandato a Les Arbres 30 anni prima per consegnare al gruppo di mercenari che operava lì un nascondiglio di armi, denaro e false identità create dal Park in cambio di una donna. Lamb ne deduce che David, in cerca della ‘’prima scrivania’’, è andato al vecchio quartier generale dell'MI5 ora un hotel di lusso e riesce a farlo prelevare prima che arrivino i cani del Park. Intanto i mandanti di Harkness minacciano di ucciderlo se non li aiuta a nascondere il loro coinvolgimento a Westacres eliminando Chapman e David. Nel tentativo di fuggire dal paese, Chapman viene catturato da Patrice e ucciso dopo essersi rifiutato di rivelare dove si trovi il vecchio Cartwright. Nel frattempo Whelan scopre che River si è recato in Francia usando la falsa identità di Bertrand e lo manda a prendere alla stazione di Londra, ma il giovane Cartwright scappa a casa del nonno, dove si rende conto che sua madre potrebbe essere collegata a Les Arbres, prima di essere catturato da Flyte.

## Serio pericolo
- Titolo originale: Grave Danger
- Diretto da: Adam Randall
- Scritto da: Mark Denton, Jonny Stockwood e Will Smith

### Trama
David rivela a Lamb e Standish che la donna che aveva segretamente sottratto a Les Arbres era sua figlia, la madre di River, che aveva scambiato per i soldi, le armi e le false identità che Frank Harkness aveva usato per fondare una squadra di assassini addestrati fin dalla nascita. Lamb se ne va per indagare sulla scomparsa di Chapman, mentre Standish porta il vecchio Cartwright alla casa del pantano. Tregorian intanto apprende da Ho che Whelan l'ha mandata a Slough House per aver trovato inconsapevolmente delle prove che lui frequenta delle prostitute. Nel frattempo River convince Flyte a inviare la foto che ha recuperato da Les Arbres del gruppo di Harkness al Park e Giti scopre che l’uomo è un ex agente delle Forze Speciali e della CIA che è stato congedato per vari crimini tra cui appropriazione indebita e tortura. Whelan e Taverner allora collegano le identità nascoste dei figli di Harkness a diversi precedenti omicidi in tutto il mondo e progettano una copertura mentre l’uomo irrompe nell'appartamento di Molly e la costringe a dargli le sue credenziali di sicurezza in modo da poter seguire il convoglio dei cani che porta River al Park, e manda il figlio a intercettarli. Arrivato sul posto, Patrice si libera facilmente dei cani, stordisce Flyte e rapisce River.

## Arrivederci
- Titolo originale: Hello Goodbye
- Diretto da: Adam Randall
- Scritto da: Will Smith

### Trama
River viene portato a incontrare Harkness, che conferma i sospetti del ragazzo sul fatto che lui sia il suo padre biologico. L’uomo si offre di addestrare il figlio per far parte della sua organizzazione, cosa che il giovane Cartwright rifiuta rapidamente. Nel frattempo Louisa e i cani, chiamati da River, convergono sulla posizione, ma Harkness, mettendo una granata viva nella felpa di River, riesce a scappare. Il giovane Cartwright guida l'inseguimento del padre fino alla stazione ferroviaria, dove Harkness si lascia arrestare. Nel frattempo, Lamb trova il corpo di Chapman e Patrice, che ha il telefono dell’uomo che ha ucciso, ascolta un messaggio lasciato da Tregorian che dice che David è al sicuro al pantano. Patrice allora irrompe nella sede dei ronzini, uccidendo Marcus in una sparatoria prima di essere sottomesso da Shirley e da Lamb e ammanettato ad un termosifone. Coe convince la donna a non uccidere l’uomo perché Marcus non avrebbe voluto, salvo poi di sparargli lui stesso uccidendolo. In seguito, Harkness negozia il suo rilascio minacciando di rivelare al pubblico che l'MI5 e altre agenzie di sicurezza hanno assunto il suo gruppo di mercenari per uccidere i loro obiettivi nel corso degli anni, avendo lasciato delle lettere a casa di Molly indirizzate a Whelan e ad altri responsabili del servizio che avrebbero dovuto essere caricate online entro 12 ore dal suo arresto. Alla fine Tregorian, ricattando la "prima scrivania", viene riammessa al Park con un aumento di stipendio, River fa internare il nonno in una casa di cura contro la sua volontà e si unisce a Lamb per un drink.